# Menerva
Menerva byl časopis o dějinách a kultuře antického starověku, který vznikl v roce 1998 s podporou Biskupského gymnázia v Českých Budějovicích. Vydavatelem bylo Sdružení sv. Jana Neumanna. Cílem bylo přiblížit především studentům gymnázií a univerzitních humanitních oborů zajímavá témata z historie antického starověku.
Název časopisu byl odvozen od jména bohyně Minervy (též Menerva či Menrva), která byla uctívána u Etrusků, Sabinů i Římanů jako patronka řemesel a lékařství. Po ztotožnění s řeckou Athénou se stala symbolem vědění a moudrosti.

## Popis

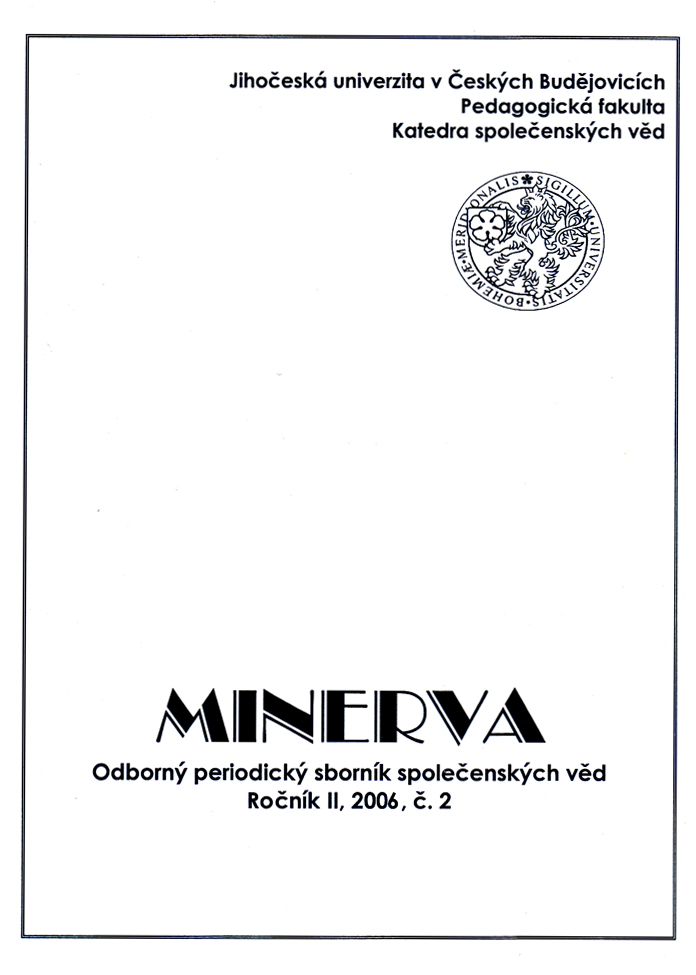
Časopis Minerva

Na stránkách Menervy publikovali své příspěvky jak významní historici a pedagogové (Jan Bouzek, Jan Burian, Gerhart Dobesch, Radislav Hošek, Karl Christ, Pavel Oliva, Věra Olivová, Franco Sartori), tak začínající adepti historie a studenti; časopis se proto měl stát informačním zdrojem a rovněž i specifickou školou pro každého, komu není lhostejný antický starověk. Bylo však vydáno pouze několik čísel.
Po zániku Menervy se rozhodl vedoucí katedry společenských věd Jihočeské univerzity v Českých Budějovicích docent Miroslav Sapík publikovat odborný periodický časopis Minerva v návaznosti na odbornou a koncepci Menervy: přes populární výklad materiálu zajistit vysokou odbornou úroveň článků a recenzí, poskytovat prostor pro spolupráci mezi učiteli a začínajícími adepty a také sloužit jako didaktická základna pro všechny milovníky antické kultury. Avšak i tento časopis zanikl.